# Roberto Cipriani
Roberto Cipriani (Rovato, 2 de março de 1945) é um sociólogo e professor universitário italiano. É o criador da teoria sociológica da religião difusa.

## Biografia

### Carreira
Roberto Cipriani é professor ordinário emérito de sociologia da Universidade de Roma Três onde, desde 2001 até 2012 dirige o departamento de Ciências da Educação. Tem no seu currículo numerosas pesquisas sejam teóricas, sejam empíricas. A sua principal e mais famosa teoria sociológica é aquela da “religião difusa”, baseada nos processos de educação, socialização e comunicação e aplicável tanto a um contexto como aquele italiano, quanto a outras culturas, nas quais uma particular religião é dominante. Conduziu pesquisas empíricas comparativas na Itália em Orune (Sardenha), na Grécia em Episkepsi (Corfú), na Polónia em Piekary Śląskie e no México em Nahuatzen (Michoacán), sobre as relações entre solidariedade e comunidade. Realizou filmes de pesquisa sobre celebrações festivas populares, em particular sobre a semana santa em Cerignola na Apúlia (“Rossocontinuo”) e na Espanha (“Semana Santa em Sevilha”), sobre a festa do padroeiro de um povo mexicano (“Las fiestas de San Luís Rey”) e, com Emanuela del Re, sobre a festa das festas em Haifa (“Haifa's answer”). Foi Presidente da Associação Italiana de Sociologia, Presidente do Comitê de Pesquisa em Sociologia da Religião no âmbito da International Sociological Association, além de Editor Chefe da revista International Sociology. Foi Directeur d'Etudes em Paris na Maison des Sciences de l'Homme (2008) e Chancellor Dunning Trust Lecturer na Queen's University de Kingston, Canada (2006) (Outros Lecturers: Martha Nussbaum em 2001, Charles Taylor em 1998, Angela Davis em 1989, Stephen Jay Gould em 1988, Ivan Illich em 1984, Amartya Sen em 1982, Benjamin Spock em 1980, Michael Novak em 1979, John K. Galbraith em 1968, Daniel Bell em 1965).
Tem sido Presidente da Associação Italiana de Professores Universitários (AIDU). Por proposta e convite de Michael Burawoy, no XIII Congresso Mundial de Sociologia em Yokohama em 2014, ele foi um candidato presidencial da Associação Sociológica Internacional (ISA). Dirige as séries "Modernidade e Sociedade" de Armando Editore e "Perspectivas sobre a Sociologia da Religião" de Edizioni Borla. Faz parte do conselho editorial das revistas Current Sociology, Religions, Sociedad y Religión, Sociétés, La Critica Sociologica, Religioni e Società. Ele é Editor Consultivo da Blackwell Encyclopedia of Sociology. É Associado do Instituto de Investigação sobre População e Política Social do Conselho Nacional de Investigação. É Presidente do ICSOR (Centro Internacional para a Sociologia da Religião: www.icsor.it).
Foi Presidente do Conselho Europeu das Associações Nacionais de Sociologia. É autor de mais de 90 volumes e 1100 publicações, com traduções em inglês, francês, russo, espanhol, alemão, chinês, basco, catalão, polaco, turco, português.

## Obras
- Dalla teoria alla verifica. Indagine sui valori in mutamento, La Goliardica, Roma 1978;
- Il Cristo rosso. Riti e simboli, religione e politica nella cultura popolare, Ianua, Roma 1985;
- La religione diffusa. Teoria e prassi, Borla, Roma 1988;
- Sud e religione. Dal magico al politico, Borla, Roma 1990 (in collaborazione con Maria Mansi);
- La religione dei valori. Indagine nella Sicilia centrale, Sciascia, Caltanissetta-Roma, 1992;
- Sociologie del tempo. Tra crònos e kairòs, Euroma, Roma-Bari 1997;
- Manuale di sociologia della religione, Borla, Roma 1997;
- Il pueblo solidale, F. Angeli, Milano 2005;
- Nuovo manuale di sociologia della religione, Borla, Roma 2009;
- Sociologia del pellegrinaggio, FrancoAngeli, Milano 2012.
- Sociology of Religion: An Historical Introduction, Aldine de Gruyter, New York 2000.
- Sociology of Religion: An Historical Introduction, China Renmin University Press, Beijing 2004-2005.
- Manuel de sociologie de la religion, L'Harmattan, Paris 2004.
- Manual de sociologia da religião, Paulus, São Paulo 2007.
- Manual de sociología de la religión, 2.a edición revisada y aumentada, Siglo Veintiuno Editores, Buenos Aires 2011;
- Sociologia del pellegrinaggio, Franco Angeli, Milano 2012;
- (organizador), A religião no espaço público. Atores e objetos, Terceiro Nome, São Paulo 2012, in collaborazione con Oro, Steil, Giumbelli;
- Sociologia Cualitativa, Biblos, Buenos Aires 2013;
- Din Sosyolojisi. Tarih ve Teoriler, Rağbet, Istanbul 2014;
- Sociology of Religion. An Historical Introduction, translated by L. Ferrarotti, new introduction by H. G. Schneiderman, introduction by W. K. Ferguson, Transaction, New Brunswick, USA, London, UK 2015;
- (a cura), Nuovo manuale di sociologia, Maggioli Editore, Santarcangelo di Romagna 2016;
- Diffused Religion. Beyond Secularization, Palgrave Macmillan, Cham 2017;
- (a cura) Nuovo manuale di sociologia, Maggioli Editore, Santarcangelo di Romagna 2018;
- L’incerta fede. Un’indagine quanti-qualitativa in Italia, FrancoAngeli, Milano 2020.